# Tersker
Der Tersker ist eine russische Pferderasse, die von den Araber-Pferden abstammt. Es ist ein robustes Kleinpferd, das früher als leichtes Kavalleriepferd genutzt wurde.

Hintergrundinformationen zur Pferdebewertung und -zucht finden sich unter: Exterieur, Interieur und Pferdezucht.

## Exterieur
Konkaves vom Araber beeinflusstes Profil, hoch getragener Hals, seidiges, nicht sehr üppiges Schweifhaar, schlanke, aber sehr solide Gliedmaßen, kluge Augen und recht lange Sichelohren. Vor allem Schimmel, seltener auch Braune oder Füchse.

## Interieur
Vereint Sanftmut und Intelligenz mit Härte und Unerschrockenheit. Durch seine große Ausdauer und Schnelligkeit wird der Tersker bei Distanzritten, Rennen und Springturnieren eingesetzt.

## Zuchtgeschichte
Der Tersker stammt aus Russland, hier diente er früher als leichtes Kavalleriepferd. Die Rasse entstand im 19. Jahrhundert aus der Kreuzung von ukrainischen Stuten und orientalischen Hengsten. In der Zeit vor dem Zweiten Weltkrieg wurden dann Kabardiner, Shagya-Araber, Don-Pferde, Englische und Arabische Vollblüter eingekreuzt. 1948 wurde er als eigene Rasse anerkannt.